# Spencer (Idaho)
Spencer es una ciudad ubicada en el condado de Clark en el estado estadounidense de Idaho. En el Censo de 2010 tenía una población de 37 habitantes y una densidad poblacional de 12,74 personas por km².

## Geografía
Spencer se encuentra ubicada en las coordenadas 44°21′39″N 112°11′13″O / 44.36083, -112.18694. Según la Oficina del Censo de los Estados Unidos, Spencer tiene una superficie total de 2.9 km², de la cual 2.9 km² corresponden a tierra firme y (0%) 0 km² es agua.

## Demografía
Según el censo de 2010, había 37 personas residiendo en Spencer. La densidad de población era de 12,74 hab./km². De los 37 habitantes, Spencer estaba compuesto por el 100% blancos, el 0% eran afroamericanos, el 0% eran amerindios, el 0% eran asiáticos, el 0% eran isleños del Pacífico, el 0% eran de otras razas y el 0% pertenecían a dos o más razas. Del total de la población el 0% eran hispanos o latinos de cualquier raza.